# Szőrös sünök
A szőrös sünök (Galericinae) az emlősök (Mammalia) osztályának Eulipotyphla rendjébe, ezen belül a sünfélék (Erinaceidae) családjába tartozó alcsalád.
Az alcsaládba 8 élő faj tartozik.

## Tudnivalók
A szőrös sünök alcsaládjának első képviselői Kelet-Ázsiában jelentek meg, aztán onnan szétterjedtek Eurázsiába és Afrikába is. A ma fennmaradt fajoknak az előfordulási területe, Délkelet-Ázsiára és Indonézia északi szigeteire, valamint a Fülöp-szigetekre korlátozódik. Habár a sünfélékhez tartoznak, megjelenésben a cickányfélékre (Soricidae) hasonlítanak.

## Rendszerezés
Az alcsaládba az alábbi 5 élő nem és 1 fosszilis nem tartozik:
- Echinosorex Blainville, 1838 – 1 faj
  - nagy szőrössün (Echinosorex gymnura) (Raffles, 1822)
- Hylomys S. Müller, 1840 – 3 élő és 1 fosszilis faj
- Neohylomys – 1 faj
  - hajnani szőrössün (Neohylomys hainanensis) Shaw & Wong, 1959
- Neotetracus Trouessart, 1909 – 1 faj
  - kínai szőrössün (Neotetracus sinensis) Trouessart, 1909
- Podogymnura Mearns, 1905 – 2 faj

- †Deinogalerix Freudenthal, 1972 - középső-késő miocén
- †Galerix Pomel, 1848 - késő oligocén-pliocén[2]